# Santiago Matamoros

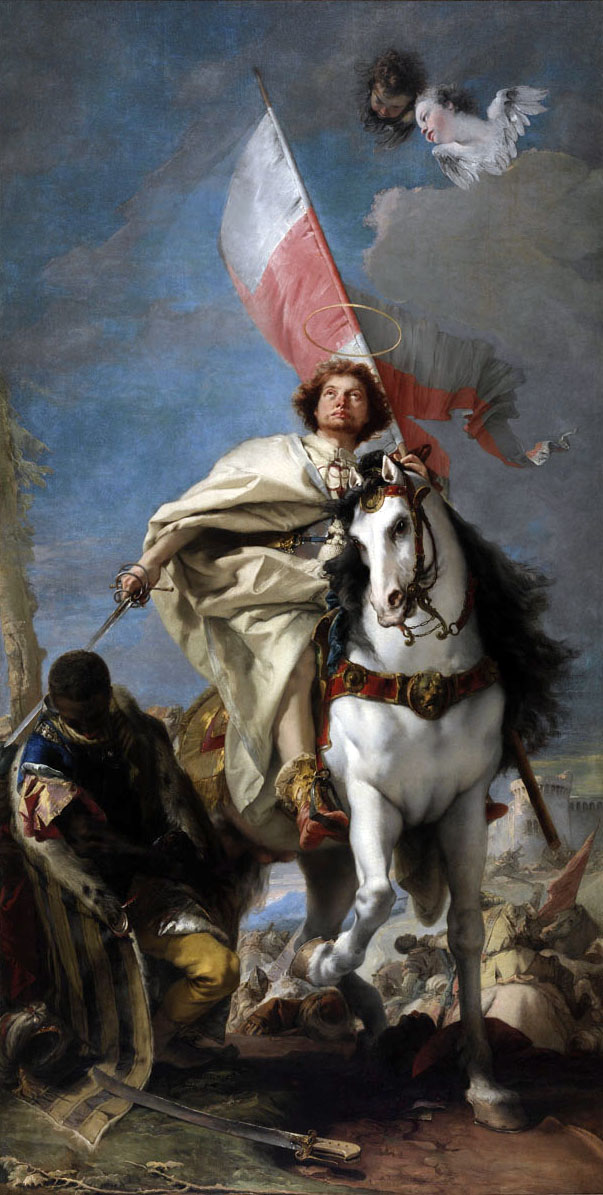
Giovanni Battista Tiepolo: Sankt Jakobus der Maurentöter (Szépművészeti Múzeum, Budapest).

Santiago Matamoros (Sankt Jakobus der Maurentöter) ist ein historisches, religiös-politisches Bildthema aus Spanien. Es stellt den Apostel Jakobus den Älteren dar, der einer Legende zufolge zugunsten der christlichen Partei in der Schlacht von Clavijo von 844 eingegriffen haben soll.

## Künstlerische Darstellungen und kulturelle Bezüge
In Malerei und Bildhauerei wird der Apostel Jakobus üblicherweise als Pilger mit Hut und Umhang dargestellt. Als Santiago Matamoros tritt er jedoch als Krieger zu Ross auf, ein Schwert schwingend und die Feinde niedermetzelnd.

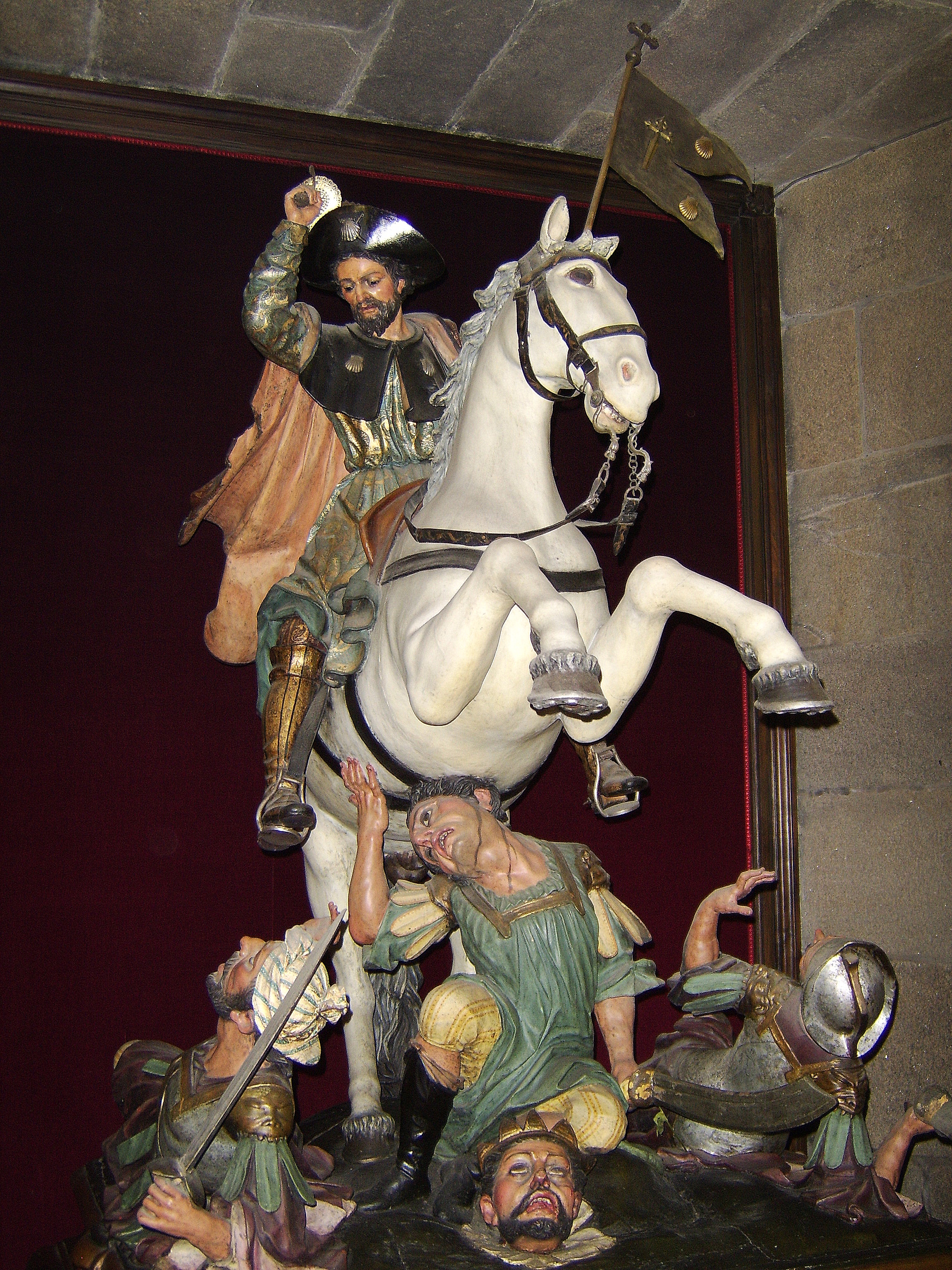
Statue in der Kathedrale von Santiago de Compostela

Eine der bekanntesten Skulpturen befand sich in der Kathedrale von Santiago de Compostela an der westlichen Wand des nördlichen Seitenschiffes. Nach dem Attentat auf das World Trade Center kamen jedoch Überlegungen auf, ob die blutrünstige Darstellung als Provokation aufgefasst werden könnte. Als sich herausstellte, dass die Terroranschläge auf Vorortzüge 2004 in Madrid einen islamistischen Bezug hatten, empfahlen die Berater des Dompropstes, die abgeschlagenen Köpfe zu Füßen von Jakobus’ Pferd unsichtbar zu machen. Seitdem bedeckten Blumen den Boden, und die Skulptur hieß offiziell nur noch Santiago, ohne den Zusatz Matamoros. Im Jahr 2021 wurde die Skulptur schließlich von ihrem zentralen Standort in der Kathedrale entfernt und in eine Seitenkapelle überführt.
Da im Mittelalter viele Pilger aus Ungarn, Deutschland und Italien nach Santiago de Compostela zogen, sehen einige Historiker Zusammenhänge zwischen der Figur Santiago Matamoros und dem Kult um Ladislaus I. von Ungarn. Floris Holik entdeckte Analogien zwischen den Gedichten über Jakobus und Ladislaus: Letztere könnten absichtliche Nachahmungen der Gesänge zu Ehren des Apostels sein. Sándor Bálint fügte hinzu, dass beide Heilige Kämpfer gewesen seien, was zur späteren Verschmelzung der beiden Figuren beigetragen haben könnte.

## Ikonographie
Die in der Renaissance aufkommenden Darstellungen des reitenden Maurentöters Santiago stehen in einem engen ikonographischen Zusammenhang zu den bereits im Mittelalter bekannten Skulpturen des Heiligen Georg als Drachentöter. In der Mendiger Pfarrkirche St. Cyriakus findet sich die auf das Ende des 13. Jahrhunderts datierte Darstellung eines Kreuzritters, der drei Mauren verfolgt. Das bisher für mittelalterlich gehaltene Matamoros-Tympanon an der Kathedrale von Santiago de Compostela gilt neuerdings als Nachahmung des 18. Jahrhunderts.